# Kurt Bradal
Kurt Bradal (født 4. november 1940 – 24. december 2006) er en tidligere dansk atlet.
Bradals karriere startede i Silkeborg IF, i begyndelsen af 1960'erne inden han skiftede han til Skovbakken i Århus. Han blev fem gange (1968, 1969, 1972, 1973 og 1974) Danmarksmester i spydkast, og hans bedste kast på 73,96 i 1973 var tæt på den danske rekord. I årene i Skovbakken var han med til at vinde flere danske holdmesterskaber til Skovbakken, og han var fast mand på landsholdet i en årrække. Da atletikken begyndte at blomstre op i Silkeborg i begyndelsen af 1970'erne, var han med fra starten, da Silkeborg Atletikklub 1977 blev stiftet. I veteranrækkerne satte han et flere danske rekorder og vandt et stort antal danske og internationale mesterskaber. Han var en tid som veteran i Randers Real AM.
Kurt Bradals og hans søn Thomas Bradal vandt 1990 bronzemedaljer i Danmarksturneringen som i spydkastere. Efter en bilulykke 1991, blev Thomas Bredal lammed fra livet og nedefter, 2000 blev han vinder i spydkast ved de paralympiske lege i Sydney.

## Danske mesterskaber
- Bronze 1990 Danmarksturneringen
- Sølv 1976 Spydkast 66,70
- Guld 1975 Danmarksturneringen
- Guld 1974 Spydkast 73,29
- Guld 1974 Danmarksturneringen
- Guld 1973 Spydkast 72,48
- Guld 1973 Danmarksturneringen
- Guld 1972 Spydkast 69,02
- Sølv 1970 Spydkast 68,72
- Guld 1970 Danmarksturneringen
- Guld 1969 Spydkast 69,60
- Guld 1968 Spydkast 66,80
- Guld 1968 Danmarksturneringen

## Personlige rekord
- Spydkast: 73,96 1973